# 17242 Лесліянг
17242 Лесліянг (17242 Leslieyoung) — астероїд головного поясу, відкритий 11 березня 2000 року.
Тіссеранів параметр щодо Юпітера — 3,445.